# توماسلي (بردعة)
توماسلي (بردعة) (بالأذرية: Tumaslı (Bərdə)، بالإنجليزية: Tumaslı, Barda، بالفارسية: توماس‌لی (بردع): هي قرية وبلدية في مقاطعة بردعة في أذربيجان. ويبلغ عدد سكانها 865 نسمة.